# سیارک ۴۳۰۸۳
سیارک ۴۳۰۸۳ (به انگلیسی: 43083 Frankconrad، نامگذاری:1999WR) چهل و سه هزار و هشتاد و سومین سیارک کشف شده‌است که در ۱۹ نوامبر ۱۹۹۹ کشف شد.